# Muisne
Muisne – miasto w zachodnim Ekwadorze, nad Oceanem Spokojnym, położone w prowincji Esmeraldas, stolica kantonu Muisne. Liczba mieszkańców wynosi 5925 osób.
W pobliżu miasta znajdowało się epicentrum trzęsienia ziemi w roku 2016.